# Liste der Geotope im Kreis Segeberg
Diese sortierbare Liste enthält die Geotope des Kreises Segeberg in Schleswig-Holstein. Sie enthält die amtlichen Bezeichnungen für Namen und Nummern sowie deren geographische Lage (Stand 2015).
| Geotop-Nummer | Objektnummer Geotop-Potentialgebiet | Name                                                                                            | Geotoptyp                     | Gemeinde/Stadt           | Koordinaten                      | Bild                   | Bemerkung                                                                        |
| ------------- | ----------------------------------- | ----------------------------------------------------------------------------------------------- | ----------------------------- | ------------------------ | -------------------------------- | ---------------------- | -------------------------------------------------------------------------------- |
| Du 005        |                                     | Deflationswanne in der Schafhausheide, nördlich Bockhorn                                        | Düne, Flugsandgebiet          | Forstgutsbezirk Buchholz | 53° 56′ 6,7″ N, 10° 8′ 46,7″ O   |                        |                                                                                  |
| Du 031        |                                     | Binnendünen Roddenmoor                                                                          | Düne, Flugsandgebiet          | Wiemersdorf              | 53° 56′ 20,4″ N, 9° 55′ 26,1″ O  |                        |                                                                                  |
| Du 032        |                                     | Binnendünen zwischen Halloh und Latendorf (2 Einzelflächen)                                     | Düne, Flugsandgebiet          |                          | 53° 58′ 53,7″ N, 10° 3′ 14″ O    |                        |                                                                                  |
| Du 033        |                                     | Binnendünen östlich von Hamdorf                                                                 | Düne, Flugsandgebiet          | Negernbötel              | 53° 59′ 5,2″ N, 10° 17′ 7,4″ O   |                        |                                                                                  |
| Du 034        |                                     | Binnendünen östlich Bockhorn                                                                    | Düne, Flugsandgebiet          | Bark                     | 53° 55′ 6,7″ N, 10° 9′ 4,6″ O    |                        |                                                                                  |
|               | Ka 001                              | Erdfallgebiet bei Stipsdorf und Kalkberghöhle Bad Segeberg                                      | Karstform                     |                          | 53° 57′ 4,6″ N, 10° 19′ 43,3″ O  |                        |                                                                                  |
| Kl 048        |                                     | Kliff Weddelbrook, Krücken, Mönkloh                                                             | Kliff                         | Mönkloh, Weddelbrook     | 53° 53′ 56″ N, 9° 47′ 20,7″ O    |                        |                                                                                  |
| Kl 049        |                                     | Kliff bei Großenasperfeld und Latendorf - Bimöhlen – Hitzhusen (4 Einzelflächen)                | Kliff                         |                          | 53° 57′ 33,9″ N, 9° 59′ 46,6″ O  |                        |                                                                                  |
| Kl 050        |                                     | Kliff südwestlich Klint und Langloh - Berg und nw. Klausberg (5 Einzelflächen)                  | Kliff                         |                          | 53° 56′ 27,9″ N, 10° 3′ 40,2″ O  |                        |                                                                                  |
| Kl 051        |                                     | Kliff der Tensfelder Au zwischen Tensfelderau und Pettluis (2 Einzelflächen)                    | Kliff                         |                          | 54° 2′ 42,6″ N, 10° 19′ 17,2″ O  |                        |                                                                                  |
| Kl 052        |                                     | Kliff westlich von Kembs                                                                        | Kliff                         | Seedorf                  | 54° 3′ 55,6″ N, 10° 24′ 14,8″ O  |                        |                                                                                  |
|               | Mo 008                              | Moränenzug Kisdorfer Wohld                                                                      | Moräne                        | Kisdorf                  | 53° 48′ 39,2″ N, 10° 2′ 54,2″ O  |                        |                                                                                  |
|               | Mo 025                              | Grimmelsberg bei Tarbek                                                                         | Moräne                        | Tarbek                   | 54° 3′ 28,9″ N, 10° 16′ 28,6″ O  | Blick vom Grimmelsberg |                                                                                  |
|               | Mr 003                              | Nienwohlder Moor                                                                                | Moor                          | Itzstedt, Borstel        | 53° 47′ 38,4″ N, 10° 11′ 24″ O   | Nienwohlder Moor       | Das Nienwohlder Moor liegt sowohl im Kreis Segeberg, als auch im Kreis Stormarn. |
| Os 016        |                                     | Oser Bornhöved (2 Einzelflächen)                                                                | Os                            |                          | 54° 4′ 3,6″ N, 10° 15′ 9,4″ O    |                        |                                                                                  |
| Os 022        |                                     | Os südlich von Fahrenkrug / Wittenborn                                                          | Os                            | Wittenborn               | 53° 55′ 55,5″ N, 10° 14′ 21,5″ O |                        |                                                                                  |
| Pa 003        |                                     | Kalkberg Bad Segeberg                                                                           | Erdgeschichtlicher Aufschluss | Bad Segeberg             | 53° 56′ 7,5″ N, 10° 19′ 0,7″ O   | Kalkberg Segeberg      |                                                                                  |
| Ta 028        |                                     | Schmelzwassertäler bei Fredesdorf (3 Einzelflächen)                                             | Talform                       |                          | 53° 52′ 52,6″ N, 10° 12′ 0,3″ O  |                        |                                                                                  |
|               | Ta 036                              | Goldenbek - Wulfsfelde, Bachschluchten: u. a. Roesinger Bachschlucht                            | Talform                       | Pronstorf                | 53° 56′ 28,8″ N, 10° 30′ 55,8″ O |                        |                                                                                  |
|               | Tu 013                              | Talsystem Wittenborn - Miozäner Au - Trave und Leezener Au - Leezen - Neeversdorfer See - Trave | Tunneltal                     |                          | 53° 53′ 15,7″ N, 10° 14′ 59″ O   |                        |                                                                                  |
|               | Zu 005                              | Kayhuder Zungenbecken                                                                           | Gletscherschürfbecken         |                          | 53° 45′ 54,5″ N, 10° 8′ 34,9″ O  |                        |                                                                                  |

## Quelle
- Geotopliste Planungsraum III. (PDF; 303 kB) Geologischer Dienst im Landesamt für Landwirtschaft, Umwelt und ländliche Räume des Landes Schleswig-Holstein, Mai 2015, abgerufen am 29. Juli 2015.